# Нептун (бассейн, Новосибирск)
Бассейн «Нептун» — плавательный бассейн на улице Богдана Хмельницкого в Калининском районе Новосибирска. Построен в 1969 году.

## История
Бассейн построен по типовому проекту архитекторов Г. П. Барановской и Г. А. Тюленина.
3 мая 1969 года «Нептун» был введён в эксплуатацию.

## Описание
В бассейне расположена ванна размером 25×50 м с восемью дорожками.
Также в плавательном комплексе находятся сауна, игровой и тренажёрный залы.
Ежегодная пропускная способность — 210—220 тысяч человек.

## Соревнования
В бассейне проводятся региональные, областные, городские и районные соревнования.